# ازت ممنونم (ترانه دایدو)
«ازت ممنونم» (به انگلیسی: Thank You) تک‌آهنگی از هنرمند اهل بریتانیا دایدو است که در سال ۲۰۰۰ میلادی منتشر شد. این تک‌آهنگ در آلبوم فرشته نیستم قرار داشت.
این تک‌آهنگ در چارت‌های نیوزلند، اسپانیا جزو ده ترانه اول قرار گرفت.